# Manning Coles
Manning Coles är en författarpseudonym för Cyril Henry Coles (1899-1965) och Adelaide Frances Oke Manning (1891-1959). De skrev också under pseudonymen Francis Gaite. Efter Adelaide Mannings död fortsatte Cyril Coles ensam att skriva spionromaner under namnet Manning Coles.

## Böcker översatta till svenska
- Utan lagens hjälp 1945 ( Without lawful authority 1943)
- En skål för gårdagen 1946 ( Drink to yesterday 1940)
- Mr Hambledon stiger till väders 1951 (Among those absent 1948)
- Affären Esmeralda: spionageroman 1952 (Dangerous by nature 1950)
- Varg i veum samt novellen Spöken hindras inte av handbojor 1980 (Toast to tomorrow, 1941, samt Handcuffs don't hold ghosts)
- Smällen i Berlin 1984 (Green hazard 1945)

Som Francis Gaite
- Lätta steg 1960 (Brief candles 1954)